# Salebu (Majenang)
Salebu is een bestuurslaag in het regentschap Cilacap van de provincie Midden-Java, Indonesië. Salebu telt 10.912 inwoners (volkstelling 2010).